# Carl Jonas Dahlbäck
Carl Jonas Dahlbäck, född den 24 november 1829 i Piteå, död den 7 december 1907 i Falun, var en svensk filosofisk författare. Han var far till författaren och advokaten Sigurd Dahlbäck.
Dahlbäck blev filosofie magister i Uppsala 1857 på avhandlingen Om atomismen. Han var därefter rektor vid högre allmänna läroverket i Falun. Han tillhörde Boströms skola och utgav bland annat Är Sofokles Antigone en tragisk personlighet? (1870), Sokrates (1875, ny upplaga 1906) med flera filosofiska verk.